# Mussaenda chlorantha
Mussaenda chlorantha är en måreväxtart som beskrevs av Elmer Drew Merrill. Mussaenda chlorantha ingår i släktet Mussaenda och familjen måreväxter. Inga underarter finns listade i Catalogue of Life.